# Supercoppa greca 2012 (pallavolo)
La Supercoppa greca 2012 si è svolta il 7 ottobre 2012: al torneo hanno partecipato due squadre di club greche e la vittoria finale è andata per la prima volta all'AEK Atene.

## Regolamento
Le squadre hanno disputato una gara unica.

## Squadre partecipanti
| Squadra    | Qualificazione                     |
| ---------- | ---------------------------------- |
| AEK Atene  | Vincitrice A1 Ethnikī 2011-12      |
| Olympiakos | Vincitrice Coppa di Grecia 2011-12 |

## Torneo
| 7 ottobre 2012 Kleisto Elassonas, Elassona Durata: ? - Spettatori: ? | AEK Atene | 3 - 1 | Olympiakos | 25-18, 10-25, 25-23, 25-17 |